# Verónica García
Verónica García García (Las Palmas de Gran Canaria, 1967) es una poetisa y guionista española, ganadora del Primer Premio de Poesía Tomás Morales en el año 1986 con el poemario La Mujer del Cubo Verde. En 2015, recibió también, por unanimidad, el Premio Internacional de Poesía Santa Cruz de La Palma en su séptima edición con el libro Fuego de Nadie.

## Trayectoria
García es Licenciada en Ciencias de la Información por la Universidad Complutense de Madrid (UCM) y doctora en Periodismo por la Universidad de La Laguna. Reside en Madrid desde el 2003. Trabaja como montadora y guionista de cine y es codirectora de la Colección San Borondón de El Museo Canario.
El estilo de su obra, según la también escritora Valcárcel, destaca por la mirada diferente a la insularidad y al mar en el subconsciente. Igualmente, en el fallo del premio de poesía de la ciudad de Santa Cruz de La Palma, se destacó la desnudez emocional y el lirismo feroz. Ha participado en certámenes como el Festival Internacional de La Habana en 2008 y 2009, y en el Programa Literario de Ginebra celebrado en 2009.

## Reconocimientos
En 1986, García consiguió el Primer premio de poesía de Tomás Morales. Este galardón, que otorga la Casa-Museo Tomás Morales de Canarias, está destinado a promover la creación literaria y la publicación de sus obras premiadas. En 2015, también obtuvo el Premio Internacional de Poesía Ciudad de Santa Cruz de La Palma, por unanimidad, con la obra Fuego de Nadie. El jurado estaba presidido por la también poetisa Elsa López.

## Obra
- 1986 - La mujer del Cubo Verde. Cabildo Insular de Gran Canaria. Las Palmas de Gran canaria. ISBN 84-86127-41-6.
- 2004 - De amor y locura. Al-Harafish. Las Palmas de Gran Canaria. ISBN 84-89797-19-2.
- 2006 - Lapso. Baile del Sol. Las Palmas de Gran Canaria. ISBN 84-06687-15-5.
- 2009 - La fiesta innombrable. Baile del Sol. Las Palmas de Gran Canaria. ISBN 978-84-92528-43-1.
- 2016 - Fuego de Nadie. Ediciones La Palma. Santa Cruz de La Palma. ISBN 928-84-944679-8-1.